# Campo nell’Elba
Campo nell’Elba egy község Elba szigetén. Közigazgatásilag Olaszország Toszkána tartományának Livorno megyéjéhez tartozik.

## Földrajza
Campo nell'Elba a sziget déli részén a Campo-öböl (olaszul Golfo di Campo) partján fekszik. Gazdaságának legjelentősebb tényezője az idegenforgalom. Közigazgatásilag hozzá tartoznak San Piero, Sant'Ilario és La Pila hegyvidéki, valamint Fetovaia, Seccheto, Cavoli és Marina di Campo partvidéki települések, továbbá Pianosa szigete.

## Nevezetességei
- Szent Miklós tiszteletére szentelt templom (olaszul Chiesa di San Niccolò).
- A Földközi-tenger élővilágát 43 akváriumban bemutató kiállítás a város keleti peremén.
- Marina di Campo kikötője és 1,4 km széles homokstrandja
- La Pila településen található a sziget egyetlen, sportrepülőgépek számára kialakított repülőtere.